# Nigeria en los Juegos Olímpicos de Pekín 2022
Nigeria estuvo representada en los Juegos Olímpicos de Pekín 2022 por un deportista que compitió en esquí de fondo. Responsable del equipo olímpico es el Comité Olímpico de Nigeria, así como las federaciones deportivas nacionales de cada deporte con participación.
El equipo olímpico nigeriano no obtuvo ninguna medalla en estos Juegos.